# Buchholz (Hennef)
Buchholz ist ein Ortsteil von Lichtenberg auf dem Stadtgebiet Hennef (Sieg) im Rhein-Sieg-Kreis in Nordrhein-Westfalen. Buchholz wird heute in der Statistik der Stadt Hennef nicht mehr gesondert ausgewiesen.

## Lage
Der Weiler Buchholz liegt in einer Höhe von 190 Metern über N.N. auf den Hängen des Westerwaldes. Durch Buchholz verläuft die Bundesstraße 8.

## Geschichte
Nach einer Statistik aus dem Jahr 1885 lebten damals in Buchholz 30 Einwohner in acht Häusern.
1910 gab es in Buchholz die Haushalte Küfer Wilhelm Becker, Ackerer Franz Peter Buchholz, Gutspächter Matthias Hartmann, Fabrikarbeiter Johann Hönscheid, Former Peter Hönscheid, Ackerer Wilhelm Jüngling sowie Rentnerin Agnes, Ackerin Anna Katharina, Ackerer Anton, Ackerer Heinrich, Ackerer und Wirt Heinrich Josef, Ackerin Witwe Josef und Ackerer Peter Schiefer.
Bis zum 1. August 1969 gehörte der Weiler Buchholz zur Gemeinde Uckerath. Im Rahmen der kommunalen Neugliederung des Raumes Bonn wurde Uckerath, damit auch der Ort Buchholz, der damals neuen amtsfreien Gemeinde „Hennef (Sieg)“ zugeordnet.